# Estadio de la República
El Estadio de la República (en rumano: Stadionul Republicii) fue un estadio multiusos ubicado en Bucarest, Rumania.

## Historia
Originalmente fue construido en 1926 con el nombre Stadionul Oficiul Național de Educație Fizică, o simplemente Stadionul ONEF; y su primer evento oficial fue un partido de rugby entre el ejército local contra la armada francesa. Posteriormente el estadio fue destruido por el fuego y en 1948 le cambiaron el nombre por el de Estadio de la República.
En el estadio la selección de fútbol jugó 42 partidos entre oficiales y amistosos, incluyendo la Clasificación para la Copa Mundial de Fútbol de 1934, también la selección olímpica lo usó una vez, se jugaron en él 22 finales de la Copa de Rumania y 15 partidos de la Copa Europea de Clubes.
El estadio fue demolido en 1980 y hubo un intento de reconstruirlo para que se pudieran jugar la final de la UEFA Europa League de 2010 y 2013 pero fracasaron y decidieron construir un estadio nuevo.